# Dat ik je mis
Dat ik je mis is de debuutsingle van de Nederlandse zangeres Maaike Ouboter uit 2013. Ze schreef het lied naar aanleiding van de dood van haar ouders. Op 27 mei 2013 was het voor het eerst te horen toen Ouboter auditie deed in de tweede aflevering van het tweede seizoen van De beste singer-songwriter van Nederland. Het betekende haar grote doorbraak. De single bereikte een week later al de nummer 1-positie.

## Optredens met het nummer
Tijdens haar auditie wist Ouboter juryleden Giel Beelen en Sanne Hans tot tranen toe te roeren. Het nummer was na de uitzending verkrijgbaar als muziekdownload en kwam een week later op nummer 1 binnen in de Nederlandse Single Top 100. Een week later bereikte het nummer ook de hoogste positie in de Vlaamse Ultratop 50. Op 20 juni werd de plaat goud, en op 29 juni platina. Op 16 augustus 2013 zong Ouboter het nummer tijdens de besloten begrafenis van prins Friso in de Stulpkerk van Lage Vuursche. Hoewel er geen beelden van verschenen, kwam het nummer opnieuw in de belangstelling en steeg het de week erop opnieuw naar de eerste plaats in de Single Top 100.
In een in oktober 2013 gepubliceerde lijst van populairste uitvaartliedjes stond Dat ik je mis op 4.
De registratie van het optreden bij De Beste Singer-Songwriter van Nederland was in 2013 de meestbekeken YouTubevideo in Nederland.
Dat ik je mis gaat over gemis in de breedste zin van het woord. "Het is mijn bedoeling mensen hoop en houvast te geven in een tijd dat ze een dierbaar iemand hebben verloren", zei Ouboter daarover.

## Hitnoteringen
| Hitlijst               | Datum van binnenkomst | Hoogste positie | Aantal weken | Laatste notering |
| ---------------------- | --------------------- | --------------- | ------------ | ---------------- |
| Single Top 100         | 01-06-2013            | 1               | 36           | 01-02-2014       |
| Nederlandse Top 40     | 08-06-2013            | 2               | 17           | 28-09-2013       |
| Vlaamse Ultratop 50    | 08-06-2013            | 1               | 20           | 28-12-2013       |
| Vlaamse Radio 2 Top 30 | 08-06-2013            | 3               | 20           | 19-10-2013       |

### Nederlandse Top 40
| Hitnotering: 08-06-2013 t/m 28-09-2013 | Hitnotering: 08-06-2013 t/m 28-09-2013 | Hitnotering: 08-06-2013 t/m 28-09-2013 | Hitnotering: 08-06-2013 t/m 28-09-2013 | Hitnotering: 08-06-2013 t/m 28-09-2013 | Hitnotering: 08-06-2013 t/m 28-09-2013 | Hitnotering: 08-06-2013 t/m 28-09-2013 | Hitnotering: 08-06-2013 t/m 28-09-2013 | Hitnotering: 08-06-2013 t/m 28-09-2013 | Hitnotering: 08-06-2013 t/m 28-09-2013 | Hitnotering: 08-06-2013 t/m 28-09-2013 | Hitnotering: 08-06-2013 t/m 28-09-2013 | Hitnotering: 08-06-2013 t/m 28-09-2013 | Hitnotering: 08-06-2013 t/m 28-09-2013 | Hitnotering: 08-06-2013 t/m 28-09-2013 | Hitnotering: 08-06-2013 t/m 28-09-2013 | Hitnotering: 08-06-2013 t/m 28-09-2013 | Hitnotering: 08-06-2013 t/m 28-09-2013 | Hitnotering: 08-06-2013 t/m 28-09-2013 |
| Week:                                  | 1                                      | 2                                      | 3                                      | 4                                      | 5                                      | 6                                      | 7                                      | 8                                      | 9                                      | 10                                     | 11                                     | 12                                     | 13                                     | 14                                     | 15                                     | 16                                     | 17                                     |                                        |
| -------------------------------------- | -------------------------------------- | -------------------------------------- | -------------------------------------- | -------------------------------------- | -------------------------------------- | -------------------------------------- | -------------------------------------- | -------------------------------------- | -------------------------------------- | -------------------------------------- | -------------------------------------- | -------------------------------------- | -------------------------------------- | -------------------------------------- | -------------------------------------- | -------------------------------------- | -------------------------------------- | -------------------------------------- |
| Positie:                               | 7                                      | 2                                      | 2                                      | 3                                      | 4                                      | 9                                      | 15                                     | 20                                     | 22                                     | 30                                     | 30                                     | 27                                     | 11                                     | 20                                     | 34                                     | 35                                     | 37                                     | uit                                    |

### NederlandseSingle Top 100
| Hitnotering: 01-06-2013 t/m 01-02-2014 | Hitnotering: 01-06-2013 t/m 01-02-2014 | Hitnotering: 01-06-2013 t/m 01-02-2014 | Hitnotering: 01-06-2013 t/m 01-02-2014 | Hitnotering: 01-06-2013 t/m 01-02-2014 | Hitnotering: 01-06-2013 t/m 01-02-2014 | Hitnotering: 01-06-2013 t/m 01-02-2014 | Hitnotering: 01-06-2013 t/m 01-02-2014 | Hitnotering: 01-06-2013 t/m 01-02-2014 | Hitnotering: 01-06-2013 t/m 01-02-2014 | Hitnotering: 01-06-2013 t/m 01-02-2014 | Hitnotering: 01-06-2013 t/m 01-02-2014 | Hitnotering: 01-06-2013 t/m 01-02-2014 | Hitnotering: 01-06-2013 t/m 01-02-2014 | Hitnotering: 01-06-2013 t/m 01-02-2014 | Hitnotering: 01-06-2013 t/m 01-02-2014 | Hitnotering: 01-06-2013 t/m 01-02-2014 | Hitnotering: 01-06-2013 t/m 01-02-2014 | Hitnotering: 01-06-2013 t/m 01-02-2014 | Hitnotering: 01-06-2013 t/m 01-02-2014 |
| Week:                                  | 1                                      | 2                                      | 3                                      | 4                                      | 5                                      | 6                                      | 7                                      | 8                                      | 9                                      | 10                                     | 11                                     | 12                                     | 13                                     | 14                                     | 15                                     | 16                                     | 17                                     | 18                                     | 19                                     |
| -------------------------------------- | -------------------------------------- | -------------------------------------- | -------------------------------------- | -------------------------------------- | -------------------------------------- | -------------------------------------- | -------------------------------------- | -------------------------------------- | -------------------------------------- | -------------------------------------- | -------------------------------------- | -------------------------------------- | -------------------------------------- | -------------------------------------- | -------------------------------------- | -------------------------------------- | -------------------------------------- | -------------------------------------- | -------------------------------------- |
| Positie:                               | 1                                      | 1                                      | 1                                      | 3                                      | 3                                      | 3                                      | 12                                     | 17                                     | 23                                     | 11                                     | 22                                     | 34                                     | 1                                      | 10                                     | 18                                     | 23                                     | 34                                     | 30                                     | 35                                     |
| Week:                                  | 20                                     | 21                                     | 22                                     | 23                                     | 24                                     | 25                                     | 26                                     | 27                                     | 28                                     | 29                                     | 30                                     | 31                                     | 32                                     | 33                                     | 34                                     | 35                                     | 36                                     |                                        |                                        |
| Positie:                               | 49                                     | 57                                     | 46                                     | 33                                     | 45                                     | 56                                     | 86                                     | 70                                     | 79                                     | 76                                     | 56                                     | 47                                     | 33                                     | 29                                     | 37                                     | 46                                     | 67                                     | uit                                    |                                        |

### VlaamseUltratop 50
| Positie: | 1 | 4 | 9 | 5 | 13 | 13 | 28 | 27 | 39 | 34 | 29 | 24 | 28 | 50 | 43 | uit | 39 | 25 | 40 | uit | 49 | 50 | uit |

### VlaamseRadio 2 Top 30
| Hitnotering: 08-06-2013 t/m 19-10-2013 | Hitnotering: 08-06-2013 t/m 19-10-2013 | Hitnotering: 08-06-2013 t/m 19-10-2013 | Hitnotering: 08-06-2013 t/m 19-10-2013 | Hitnotering: 08-06-2013 t/m 19-10-2013 | Hitnotering: 08-06-2013 t/m 19-10-2013 | Hitnotering: 08-06-2013 t/m 19-10-2013 | Hitnotering: 08-06-2013 t/m 19-10-2013 | Hitnotering: 08-06-2013 t/m 19-10-2013 | Hitnotering: 08-06-2013 t/m 19-10-2013 | Hitnotering: 08-06-2013 t/m 19-10-2013 | Hitnotering: 08-06-2013 t/m 19-10-2013 | Hitnotering: 08-06-2013 t/m 19-10-2013 | Hitnotering: 08-06-2013 t/m 19-10-2013 | Hitnotering: 08-06-2013 t/m 19-10-2013 | Hitnotering: 08-06-2013 t/m 19-10-2013 | Hitnotering: 08-06-2013 t/m 19-10-2013 | Hitnotering: 08-06-2013 t/m 19-10-2013 | Hitnotering: 08-06-2013 t/m 19-10-2013 | Hitnotering: 08-06-2013 t/m 19-10-2013 | Hitnotering: 08-06-2013 t/m 19-10-2013 | Hitnotering: 08-06-2013 t/m 19-10-2013 |
| Week:                                  | 1                                      | 2                                      | 3                                      | 4                                      | 5                                      | 6                                      | 7                                      | 8                                      | 9                                      | 10                                     | 11                                     | 12                                     | 13                                     | 14                                     | 15                                     | 16                                     | 17                                     | 18                                     | 19                                     | 20                                     |                                        |
| -------------------------------------- | -------------------------------------- | -------------------------------------- | -------------------------------------- | -------------------------------------- | -------------------------------------- | -------------------------------------- | -------------------------------------- | -------------------------------------- | -------------------------------------- | -------------------------------------- | -------------------------------------- | -------------------------------------- | -------------------------------------- | -------------------------------------- | -------------------------------------- | -------------------------------------- | -------------------------------------- | -------------------------------------- | -------------------------------------- | -------------------------------------- | -------------------------------------- |
| Positie:                               | 15                                     | 8                                      | 4                                      | 3                                      | 3                                      | 4                                      | 5                                      | 7                                      | 11                                     | 13                                     | 13                                     | 13                                     | 12                                     | 12                                     | 15                                     | 20                                     | 24                                     | 26                                     | 28                                     | 29                                     | uit                                    |

### NPO Radio 2 Top 2000
| Nummer met noteringen in de NPO Radio 2 Top 2000 | '13 | '14 | '15 | '16 | '17 | '18 | '19 | '20 | '21 | '22 | '23 | '24 |
| ------------------------------------------------ | --- | --- | --- | --- | --- | --- | --- | --- | --- | --- | --- | --- |
| Dat ik je mis                                    | 819 | 140 | 106 | 167 | 195 | 308 | 337 | 488 | 539 | 741 | 772 | 997 |

1. ↑  Een vetgedrukt getal geeft de hoogste notering aan.
2. ↑  2013 was het eerste jaar met een notering voor dit nummer.